# رونا (کنتاکی)
رونا (به انگلیسی: Ravenna) شهری در ایالت کنتاکی کشور ایالات متحده آمریکا است که جمعیت آن در سرشماری سال ۲۰۱۰ میلادی، ۶۰۵ نفر بوده‌است.